# Egon Doerstling
Egon Doerstling (* 28. Januar 1890 in Chemnitz; † 9. November 1965 in Garmisch-Partenkirchen) war ein deutscher General der Flieger der Luftwaffe im Zweiten Weltkrieg.

## Leben
Doerstling trat am 24. Februar 1910 als charakterisierter Fähnrich in das 12. Infanterie-Regiment Nr. 177 der Sächsischen Armee ein. Nach dem Besuch der Kriegsschule in Danzig avancierte er bis Ende März 1911 zum Leutnant und diente bis August 1914 als Kompanieoffizier. Mit Ausbruch des Ersten Weltkrieges rückte Doerstling in den Stab des II. Bataillons seines Regiments auf und wurde am 15. Juli 1915 zum Oberleutnant befördert. Im April 1916 wechselte Doerstling zur Fliegertruppe über, wo er bis Ende Januar 1917 eine Ausbildung zum Flugzeugführer und Beobachter in Hannover und Großenhain absolvierte. Anschließend kam er als Flugzeugführer in das Kampfgeschwader 4, später Kampfgeschwader 1 der OHL. Im Januar 1917 stieg Doerstling zum Staffelführer im Bombengeschwader 7  der OHL auf. Nach 100 Feindflügen sowie der beiden erfolgreichen Bombenangriffe auf Paris während der Großen Schlacht in Frankreich wurde Doerstling am 1. Mai 1918 durch König Friedrich August III. mit dem Ritterkreuz des Militär-St.-Heinrichs-Ordens beliehen. Für sein Wirken während des Krieges erhielt er neben beiden Klassen des Eisernen Kreuzes, das Verwundetenabzeichen in Schwarz, das Ritterkreuz II. Klasse des Albrechts- und des Verdienstordens sowie den Bulgarischen Militärorden für Tapferkeit IV. Klasse II. Stufe.
Nach Kriegsende und dem aufgrund des Vertrages von Versailles ausgesprochenen Verbotes der Fliegerei in Deutschland, wurde sein Geschwader aufgelöst. Doerstling schloss sich daraufhin der Grenzflieger-Abteilung 1 mit Sitz in Bautzen an. Im März 1919 wurde er dann in die Vorläufige Reichswehr übernommen und als Kompanieführer dem Reichswehr-Infanterie-Regiment 24 zugeteilt. In selber Funktion war er anschließend vom 1. Oktober 1920 bis 30. September 1924 im 10. (Sächsisches) Infanterie-Regiment in Bautzen tätig. Für zwei Jahre war Doerstling dann im Stab des II. Bataillons, ehe er anschließend bis 30. September 1927 als Kompaniechef fungierte. 1927 ehelichte er Sibylle Freiin von Reitzenstein (1905–1997). Im Oktober 1927 wechselte Doerstling als Fliegerreferent in den Stab der 4. Division über, in welchem er bis September 1932 eingesetzt wurde.
Im Oktober 1932 wurde Doerstling zum Reinhard-Kurs beim Stabe des Gruppenkommandos 1 nach Berlin entsandt, wo er bis Juni 1933 zugleich ein Studium an der Universität belegte. Im Juli 1933 wurde er zum Abteilungschef im Luftschutzamt des Reichswehrministeriums ernannt, dessen Posten er bis Ende September 1933 ausfüllte. Am 1. Oktober 1933 trat Doerstling zur Luftwaffe über, wo er, mittlerweile im Range eines Majors zum Fliegerhorst-Kommandanten von Schleißheim ernannt wurde. Im Januar 1935 kehrte er dann als Abteilungschef nach Berlin in das Reichsluftfahrtministerium zurück. Am 1. April 1936 stieg er, unter gleichzeitiger Ernennung zum Oberst, zum Chef der 2. Abteilung im Generalstab der Luftwaffe auf. Diese Funktion hielt Doerstling bis September 1937 inne und wechselte im Oktober 1937 als Kommodore zum Kampfgeschwader 253 „General Wever“ über.
Im Juni 1938 gab Doerstling dieses Kommando wieder ab und kehrte in das Reichsluftfahrtministerium zurück. Dort fungierte er von Juli 1938 über den Beginn des Zweiten Weltkriegs hinaus bis zum 6. August 1943 als Chef des Nachschubamtes, das später in das Amt des Chefs des Nachschubwesens der Luftwaffe umbenannt worden war. In dieser Funktion, erfolgten am 1. Januar 1939 die Ernennung zum Generalmajor, zum 1. Dezember 1940 die Beförderung zum Generalleutnant sowie am 1. Juni 1942 die zum General der Flieger. Am 7. August 1943 wurde Doerstling zum Kommandierenden General und Befehlshaber im Luftgau Holland ernannt. Mit der Umbenennung des Luftgaues in das Luftgau-Kommando Belgien-Nordfrankreich zum 1. Januar 1944 schied Doerstling aus dieser Funktion aus und trat vorübergehend ohne Kommandoeinsatz bis Ende Februar 1944 in die Führerreserve ein. Am 28. Februar 1944 erfolgte die Ernennung zum Kommandierenden General und Befehlshaber im Luftgau-Kommando XVII Wien. Doerstling beerbte dort seinen Vorgänger dem General der Flieger Stefan Fröhlich. Doerstling führte sodann das Luftgaukommando bis Kriegsende.
Am 8. Mai 1945 geriet er dann mit seinem Stab in US-amerikanische Kriegsgefangenschaft, aus der er am 22. Dezember 1947 entlassen wurde.